# Lenguas penutíes
Las lenguas penutíes o penutias incluyen un conjunto de familias lingüísticas extendidas principalmente por California, Oregón y, según algunas propuestas, también la Columbia Británica, que comparten ciertas características tipológicas comunes y en opinión de algunos autores podrían formar una genuina macrofamilia lingüística, aunque este último punto es controvertido. 
El nombre de esta familia de lenguas deriva de la palabra dos en ciertas lenguas californianas: pen (del wintun y el maidu) y uti (del miwok-costano).

## Historia de la hipótesis
La existencia de una familia penutí, más allá de su composición exacta, no ha podido ser demostrada plenamente en opinión de todos los especialistas. Inclusive la unidad filogenética de algunas de las familias con el resto ha sido discutida. Un número de las lenguas propuestas como pertenecientes al conjunto penutí están extintas y poco documentadas, dejando a los investigadores sin nuevas fuentes más con qué trabajar. Otra complicación es la gran cantidad de préstamos que ocurrieron entre pueblos vecinos. Mary R. Haas propone lo siguiente respecto a este flujo:

Aún donde la relación genética está claramente indicada […], la evidencia de la difusión de los rasgos de tribus vecinas, relacionadas o no, se ve por todas partes. Ello hace que la tarea de determinar la validez de varias supuestas lenguas hokanas y varias supuestas lenguas penutíes sea mucho más difícil […] [y] revela[n] una vez más que los estudios difusionales son tan importantes para la prehistoria como lo son los estudios genéticos, y lo que se debe enfatizar aún más, revela la deseabilidad de continuar estudios difusionales junto con los estudios genéticos. Esto es especialmente necesario en el caso de las lenguas hokanas y penutíes, donde sea que se encuentren, pero particularmente en California, donde pueden haber existido paralelamente por muchos milenios.
Even where genetic relationship is clearly indicated ... the evidence of diffusion of traits from neighboring tribes, related or not, is seen on every hand. This makes the task of determining the validity of the various alleged Hokan languages and the various alleged Penutian languages all the more difficult […] [and] point[s] up once again that diffusional studies are just as important for prehistory as genetic studies and what is even more in need of emphasis, it points up the desirability of pursuing diffusional studies along with genetic studies. This is nowhere more necessary than in the case of the Hokan and Penutian languages wherever they may be found, but particularly in California where they may very well have existed side by side for many millennia.
Haas 1976:359

Algunas agrupaciones han sido convincentemente demostradas. Las lenguas miwoks y las costananas han sido agrupadas dentro de la familia uti por Catherine Callaghan. Parece convincente la evidencia para la agrupación de las penutias de la meseta, originalmente llamadas shahapwailutanas (ingl. Shahapwailutan) por J. N. B. Hewitt y John Wesley Powell in 1894, que consistirían de las familias klamath-modoc, molala y sahapatiana (Nez Percé and Sahaptin). Hay evidencia creciente que respalda la agrupación de las lenguas utis y yokuts (en el grupo yok-uti).
Más allá de las lenguas penutíes de Canadá y Estados Unidos, algunos autores han extendido el número de familias a lenguas realmente alejadas que incluyen lenguas de regiones tan alejadas de la costa norte del pacífico como son Oaxaca, Chiapas o la región maya (e incluso en la hipótesis macro-penutia se especula con si lenguas del cono sur como el mapuche, podrían estar relacionadas con estas lenguas, pero en esas propuestas son aún más especulativas y controvertidas y decididamente solo son sostenidas por una minoría de los especialistas). Los trabajos más recientes han permitido reconstruir parcialmente algunos subgrupos y existe cierta evidencia de que la familia penutí tal como fue propuesta de parentesco original, parece en ciertos aspectos prometedor y sigue siendo un terreno de investigación activo.

### Las cinco familias principales

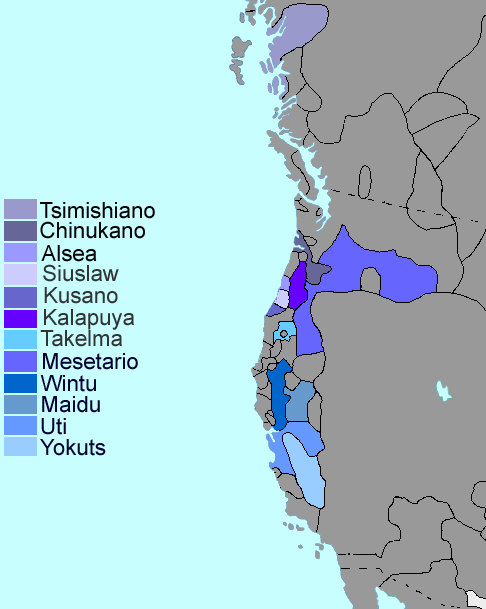
Principales lenguas y pequeñas familias de lenguas penutíes.

La hipótesis original del grupo penutí, que estaría compuesto de cinco familias lingüísticas, fue propuesta por Roland Dixon y Alfred Kroeber en 1903 y publicado en 1913. La evidencia para esta propuesta fue publicada en 1919. Esta, que ha sido llamada alternativamente penutí central (ingl. Core Penutian o Penutian Kernel) o penutí californiano (ingl. California Penutian), se lista abajo.
1. Lenguas maidus
2. Lenguas wintus
3. Lenguas yokuts
4. Lenguas miwoks
5. Lenguas costanas

Esta agrupación, como muchas de otras propuestas de Dixon y Kroeber, se basó principalmente en características tipológicas compartidas, no en los métodos usuales de la lingüística histórica para determinar relaciones genéticas sólidas. Desde entonces, la hipótesis penutí ha sido controversial, aunque se han hecho algunos avances en probar mediante el método comparativo la solidez de parte de la propuesta.

### 1.ª expansión de Sapir
En 1916, Edward Sapir expandió la familia penutí de Dixon y Kroeber con un conjunto hermanado, Las lenguas penutíes del Oregón (Oregon Penutian), que incluye las lenguas coos y las leguas aisladas Siuslaw y Takelma:
A. Penutíes califonianas
1. lenguas wintus
2. lenguas maidus
3. lenguas yokuts
4. lenguas utis (miwok y costanoanas)

B. Penutíes oregonianas
1. lenguas kusanas
2. siuslaw
3. takelma

### 2.ª y 3.ª expansiones de Sapir
Tiempo después, Sapir y Leo Frachtenberg añadieron las lenguas kalapuyas y las lenguas chinuks (o chinook) y posteriormente las familias alseana y tsimshianas, culminando en la clasificación de cuatro ramas de Sapir de 1921:
I. Penutio californiano
1. Wintuana   (Wintu)
2. Maiduana   (Maidu)
3. Yokutsana   (Yokuts)
4. Utiana   (Miwok-Costanoan)

II. Penutio oregoniano
1. Cusana   (Coos)
2. Siuslaw
3. Takelma
4. Kalapuyana   (Kalapuya)
5. Alseana   (Yakonan)

III. Familia chinucana   (Chinook)
IV. Familia tsimshiánica   (Tsimshian)
Por el tiempo en el que el artículo de 1929 de Sapir en la Encyclopædia Britannica fue publicado, él había añadido dos ramas más:
V. Penutio mesetario
1. Klamath-Modoc   (Lutuami)
2. Waiilatpuana (Cayuse y Molala)
3. Sahaptiana   (Sahaptin)

- VI. Penutio mexicano

1. Mixe-zoquena
2. Huave

Resultando una familia de seis ramas:
1. Penutí califoniano
2. Penutí oregoniano
3. Chinucana
4. Tsimshiánica
5. Penutí de la meseta
6. Penutí mexicano

### Evidencia en favor de la hipótesis penutia
Debe señalarse que las motivaciones originales de Dixon, Kroeber y Sapir para agrupas estas lenguas fueron fundamentalmente de tipo tipológico, y que la evidencia léxica que aportaron inicialmente era confusa y poco concluyente. Esta situación mejoró un poco mediante la extensiva documentación durante el siglo XX, cuando se propusieron evidencias filogenéticas más sólidas, aunque no del todo convincentes para asegurar el parentesco de todas las lenguas penutíes.
Quizá debido al hecho de que la mayoría de lenguas penutíes experimentan procesos morfológicos de ablaut, las vocales son difíciles de reconstruir. Sin embargo se han propuesto algunas correspondencias fonéticas entre las consonantes, por ejemplo varias retroflejas */ʈ/ */ʈʼ/ de proto-yokuts parecen corresponderser con las africadas del Klamath (penutio de la meseta) /ʧ ʧʼ/, mientras que las dentales del proto-yokuts */t̪/ */t̪ʰ/ */t̪ʼ/ se corresponden con las alveolares /d t tʼ/ del Klamath. Aparte de estas correspondencias el Kalapuya, el Takelma y el Wintu no muestra correspondencias claras. Las correspondencias con el hipotético penutio mexicano no han sido investigadas adecuadamente. Otro rasgo presente en muchas lenguas penutíes es la presencia de ablaut, por lo que se considera que ese hecho es una evidencia más del parentesco genuino de las lenguas.
A partir de evidencias arqueológicas y glotocronológicas se ha especulado que la familia Yok-Uti tiene un tiempo de divergencia comparable al de las lenguas indoeuropeas, y que los antecesores lingüísticos del Klamath habrían permanecido en la misma área desde hace unos 7000 años. Así pues la profundidad lingüística del algunas ramas del penutia por sí mismas rebasarían el límite que permite la reconstrucción adecuada del proto-penutio. Esto ha sido usado ocasionalmente como un argumento contra la hipótesis penutia.

### Síntesis moderna
En la actualidad no se ha confirmado la validez de la hipótesis penutia tal como la amplió Sapir, aunque parece probado que las lenguas del penutio californiano están relacionadas. Sin embargo, el penutio californiano no parece ser un subgrupo filogenéticamente válido ya que por el ejemplo el maidu y el wintu parecen tener más cercanía con las lenguas penutias de fuera de California que con las familias yokuts, miwok y costanoana. Hasta la fecha, se ha reconstruido con cierto detalle el proto-yok-uti, y se ha avanzado considerablemente en la comparación de otros tres grupos el wintu-maidu, klamath-sahaptin, takelmano y se conjetura que el tsimishiano, el chinuk y el alsea-siuslaw-coos podrían ser ramas independientes pero existen más dudas de la relación de estos últimos grupos. Reuniendo los datos de Delaney y Golla se puede construir un árbol de posibles parentescos:
La agrupación llamada aquí "penutí nuclear" a veces se llama "penutio del interior" y la agrupación "penutí periférico" se denomina "penutio marítimo". También se usan las deniminaciones "penutio cismontano" y "penutio transmontano".

### Hipótesis macro-penutia
Unos pocos lingüistas han sugerido que otras lenguas de América muy distantes geográficamente podrían estar emparentadas con el grupo penutí. En este tipo de propuestas está la hipótesis macro-penutí de Benjamin Whorf. Algunas de estas propuestas al grupo penutí dentro de un tronco aún mayor llamado macro-penutio que incluye varias lenguas mesoamericanas y las familias totonaca, huave y lenguas mixe-zoque. Geográficamente esta familia macro-penutia se podría dividir en las siguientes ramas:
- Grupo noroccidental canadiense: tsimshian, hablado en la Columbia Británica por un millar de personas.
- Grupo de los Estados Unidos:
  - Grupo de California: yokuts, maidu, wintu, miwok-costanoano.
  - Grupo de la Meseta: klamath-modoc, sahaptin (incluyendo nez percé), cayuse-molala. Todas están extinguidas salvo la lengua sahaptian, que es hablada por unos cientos de personas.
  - Grupo de Oregón: coos, takelma, todas ellas extintas, además del chinuk (chinook) y el tsimshian.
- Grupo macro-maya, de México y Guatemala.
  - Lenguas mayas, de México y de Guatemala.
  - Lenguas mixe-Zoque de México.
  - Lenguas totonaco-tepehuas de México.
- Grupo penutio de Sudamérica: es un tronco que incluye varios grupos pequeños en Ecuador, Bolivia y Perú y el mapudungun, lengua hablada por medio millón de personas en Chile y Argentina.

Otros han producido inclusive hipótesis relacionando lo penutí con otras familias a gran escala, caso de la hipótesis amerindia de Joseph Greenberg.

## Características comunes
Las lenguas penutíes presentan un cierto número de problemas intrigantes tanto para la tipología lingüística como para la lingüística histórica. La motivación original para proponer la hipotética familia penutia, tanto para Kroeber y Dixon como para Sapir, fue la tipología anómala dentro de las de lenguas de América del Norte que presentaban estas lenguas:

El penutio posee un sistema elaborado y sutil de gradaciones o mutaciones vocálicas. La composición etimológica está poco desarrollada. Los prefijos de cualquier clase están totalmente ausentes. El nombre está provisto de al menos siete casos, y casi nunca son más más que siete. El verbo no expresa instrumento o ubicación, tal como sucede en otras lenguas americanas, y sólo es alterado para expresar categorías que básicamente refleja la conjugación indo-germánica: intransitividad, incepción e ideas similares; voz, modo y tiempo, y persona. Tiene una voz pasiva genuina ...
Dixon y Kroeber, 1913, p. 650

Igualmente desde el punto de vista del área lingüística, las lenguas penutíes presentan características ajenas a las otras lenguas de California y la costa del Pacífico. Por ejemplo Nichols (1986) señala que muchas lenguas penutíes son excepcionales en la zona al presentar marcaje de complemento en lugar de marcaje de núcleo que es el patrón más abundante en las lenguas de la región. 
Aunque, naturalmente, poseer en común una serie de características tipológicas muy especiales que las distinga de sus vecinas no es una prueba válida de parentesco lingüístico, el fenómeno requiere una explicación. Por supuesto un origen común podría explicar esos patrones tipológicos, aunque también lo sería una historia complicada de contactos lingüísticos previos a la separación de los diferentes grupos hasta sus ubicaciones actuales. Dejando a un lado lo que parecen características tipológicas más recientes y desarrollos locales, dos características caracterizan a la mayoría de lenguas penutíes:
- la existencia de caso morfológico en el nombre.
- la existencia de alternancias vocálicas en la raíz verbal.

Esas son precisamente dos características que también tienen, de manera independiente, las lenguas indoeuropeas antiguas, razón por la cual Sapir las comparó tipológicamente. Sin embargo, fuera de esas dos características existen otras importantes diferencias tipológicas con las lenguas indoeuropeas, con las que con toda seguridad no existe ningún parentesco demostrable.
En los ejemplos que siguen se han usado preferentemente las convenciones del alfabeto fonético americanista, más que las convenciones propias del alfabeto fonético internacional.

### Fonología
Un cieto número de lenguas penutíes presentan ablaut como proceso morfológico productivo. Esto sin embargo, no necesariamente implica una relación genética sino que podría deberse a convergencia lingüística típica de un área lingüística.
En cuanto a la morfofonología de la raíz, Dixon y Kroeber notaron una tendencia en el penutio californiano a tener raíces triconsonánticas generalmente agrupadas en dos sílabas, tanto en el verbo como en el nombre. Las raíces biconsonánticas solo son frecuentes en maidu y podría pensarse que es el resultado de reducciones fonéticas. Aunque ese hecho en sí mismo no es una evidencia fuerte de parentesco, sí lo son otra serie de alternancias morfofonéticas inusuales que parecen repetirse en toda la familia (como es conocido las irregularidades morfológicas compartidas son una fuerte evidencia de parentesco). Estas alternancias incluyen reduplicación de secuencias CV, armonía vocálica, ablaut o glotalización flotante (suprasegmental). Sapir (1921) en su trabajo sobre el penutio californiano, el takelma y el coos notó la prevalencia de raíces disilábicas biconsonánticas o triconsonánticas pero con dos vocales idénticas, es decir, CV1CV1(C), y sugirió que ese estado de cosas podría remontarse al proto-penutí. El mismo patrón fue testimoniado después en el klamath, y la abundancia de ese patrón es compelente. De manera similar Shipley (1966:491) detectó correspondencias regulares entre formas apocopadas del klamath de la forma CCV(C) que parecen corresponderse con formas CVCV(C) en penutio californiano, un par ejemplos muy claros:
(klamath) /sniːqʼ/ 'mucosidad', (wintu) /ƛiniq/ 'mucosidad', (proto-miwok) /*sinak/ 'sonarse la nariz', (proto-yokuts) /*ṭhinik/ 'nariz'.
(klamath) /wle/ 'correr (usado para animales de cuatro patas)', (maidu) /welé/ 'correr', (nez percé) /wîlé/ 'correr, moverse rápidamente', (takelma) /hi-wiliw-/.
A los que pueden añadirse otros ejemplos más:
(klamath) /nʼo-s/< /*ʔno-s/ 'cabeza', (maidu) /ʔono/ 'cabeza'.
(klamath) /wlepʼlʼ/ 'rayo', (maidu) /wipʼili/ 'rayo', (proto-uti) /*wilep/ 'rayo'.
(klamath) /tɢalm/ 'oeste', (proto-yokuts) /*thoxil/ 'oeste'.
(klamath) /nkʼey-/ 'flecha de guerra, bala', (maidu) /nokʼ/ 'flecha', (proto-yokuts) /*nekʼi/ 'dibujar un arco' y /*nukʼon/ 'arco'.
(klamath) /gmoc/ 'ser viejo', (wintu) /qomos/ 'mayor, viejo, pariente anciano, ancestros'

### Mutaciones vocálicas
Otra de las características tipológicas de las lenguas penutíes, inusual en Norteamérica, es la presencia de alternancias vocálicas en las raíces. Estas alternancias incluyen ablaut, variaciones de la cantidad vocálica y variaciones de timbre vocálico, así como glotalizaciones varias. Estos fenómenos se dan especialmente en miwok, yokuts y takelma, donde son procesos sistemáticos condicionados por ciertos sufijos y constituyen una parte importante de la flexión verbal (un hecho que recuerda superficialmente a la flexión verbal indoeuropea, aunque no exista relación entre los dos grupos de lenguas). Se supone que dichas alternancias podrían ser una retención del proto-penutio, aunque por el momento solo se ha podido reconstruir el detalle de estas alternancias para el proto-uti. Algunos ejemplos de ablaut son:
(takelma):
lah 'excremento' / le- 'ano'
laba-n 'llevar' / libin 'noticias' (< 'lo que es llevado');
yawa- 'hablar' / yiwi- 'conversar' / yiwin 'habla, discurso'
(wintu):
daq-al 'quemarse' / daq-ca 'quemadura, calor' / duc-aː 'hacer una hoguera' / doci- 'brasas, ceniza'
qʼat-al 'humedecerse' / qʼut-eː 'remover el agua con las manos'
ƛin-ca 'sonarse la nariz' / ƛiniq 'mocos' / ƛun-a 'sollozar, sorberse la nariz'
También existen casos de ablaut derivacional, presentes en muchas lenguas penutíes y reconstruibles para el proto-yokuts, el proto-miwok y parcialmente para el proto-uti. El uso sistemático del ablaut está menos extendido, aunque está testimoniado en patwin, en algunas lenguas uti y en yokuts.
Los procesos de armonía vocálica ya fueron identificados por Dixon y Kroeber en el yokuts, el maidu y el miwok. Sapir estudió el fenómeno en yokuts y sahaptin.

### Gramática
Las lenguas penutias no son del todo homogéneas tipológicamente, y los tipos encontrados van desde lenguas más bien analíticas con flexión como las lenguas kusanas hasta lenguas polisintéticas como el chinook. Sin embargo, tres características ampliamente compartidas son:
- Las lenguas penutíes de California recurren al ablaut y tienen casos gramaticales, y son altamente fusionantes.
- Las lenguas penutíes de California presentan concordancia gramatical en el verbo, aunque por el momento no se ha podido reconstruir el sistema de concordancia para el hipotético proto-penutio. Esto se debe a que se ha demostrado que algunos rasgos de la morfología verbal son recientes: los evidenciales del wintu podrían ser debidos al contacto con las lenguas pomo, mientras que la morfología verbal del klamath es también de origen reciente.
- Los nombres se marcan mediante caso morfológico en todas las lenguas penutíes de California y buena parte de las del penutio mesetario. Berman (1983:401-3) reconstruyó las marcas de caso para el proto-penutio californiano (proto-PC), el siguiente cuadro compara algunos de los sistemas de caso:

| CASO         | Proto-PC   | Wintu | Maidu  | Sahaptin | Klamath       | Molala | Nez Percé |
| ------------ | ---------- | ----- | ------ | -------- | ------------- | ------ | --------- |
| Sujeto       | *-ʔ        | __    | -(i)m  |          | __            | __     | __        |
| Objeto       | *-Ø /*-ə   | -um   | -V     | -a       | -s / -ʔas     | -s     | -ne       |
| Ergativo     |            |       |        | (ablaut) |               |        | -nim      |
| Absolutivo   |            |       |        | *-Ø      |               |        |           |
| Genitivo     | *-n / *-ən | -no   | -kʼ(i) | -emɬ     | -(ʔ)am / -lam | -(ʔ)am | -nim      |
| Instrumental | *-ni       | -no   | -ni    |          |               |        |           |
| Locativo (1) | *-in       |       |        |          |               |        |           |
| Locativo (2) | *-w        |       |        | -ūs      |               |        |           |
No se puede reconstruir con certeza un sistema único para el proto-penutio (dejando a un lado que no está claro si el sistema original era de tipo nominativo-acusativo, ergativo-absolutivo o presentaba ergatividad escindida). Rude ha probado que las marcas de caso en sahaptin son de origen secundario y, por tanto, no se remontan al hipotético proto-penutio, lo cual dificulta la reconstrucción.
Un hecho más interesante es explicar el sistema tipológicamente inusual del maidu que marca el sujeto con -im. Esta forma del sufijo recuerda a la marca de gentivo de otras lenguas penutíes, hecho que no parece casual. Se han sugerido dos explicaciones: en primer lugar, en muchas lenguas del mundo las oraciones subordinadas se realizan como nominalizaciones con el sujeto expresado en genitivo acompañando al núcleo predicativo desverbalizado. En segundo lugar, es abundante en varias lenguas penutíes  una construcción alternativa para una construcción transitiva con sentido pasivo en el que el agente se marca en genitivo. Por ejemplo en lenguas yokuts existe una forma de pasiva con el agente marcado en genitivo, como en los siguientes ejemplos tomados del chawchila y el wikchammi:
(Chawchila)
maxhanʼ-xɔʼ nɔːcʼɔːʼ-in
procurar-DUR.AOR hombre-GEN
'Se procuró por parte del hombre'
(Wikchammi)
pʼinʼitʰ naʔ haneːʔ-in
picar.PSD abeja-GEN
'Fue picado por una abeja' (= 'una abeja le picó')
La misma construcción se encuentra en miwok oriental, como en el siguiente ejemplo del miwok de la sierra meridional:
jɔːh-k-ːa-koː jowːe-ŋ
matar-PASIV-PSD.NOM inundación-GEN
'Fueron muertos por la inundación' (= 'la inundación los mató')
Del mismo modo para el klamath, A. S. Gatschet documenta marca de genitivo en las mismas situaciones:
qʔis-am ʔi Gwog-atko
serpiente.cascabel-GEN 2.ªPER.SG morder-ESTATIV
'Has sido mordido por una serpiente de cascabel'
Todas esas evidencias sugieren que la marca de sujeto del maidu es un reanálisis del genitivo como marca de sujeto a partir de antiguas formas de pasiva, tal como aparece modernamente en konkow (lengua maiduana), donde la vieja marca de genitivo ha sido substituida por una nueva forma de genitivo:
ʔámam-kòle:-m-sa kóhunèje-kʼi pépemàn
aquel-chico-SUJ bigfoot-GEN comer-NOM
'Aquel chico fue devorado por el Bigfoot'

### Formación de palabras
Muchas lenguas penutias tienen procesos de formación de palabras realmente complejos. Si bien la mayoría de alternacias y mutaciones vocálicas discutidas anteriormente podrían remontarse al proto-penutio, gran parte de la complejidad morfológica de las palabras podría ser reciente o sencundaria, particularmente algunas palabras que son analizables como antiguos compuestos.
Sapir carecterizó a las lenguas penutíes como primarialmente sufijantes. Esto es especialmente cierto para las lenguas penutíes de Oregón, en particular para el proto-chinook, mientras que el grupo tsimshiánico y el penutí de la Meseta son las que menos se ajustan a esta generlización. Aunque para el klamath y el sahaptin ha podido determinarse que muchos de los prefijos son el resultado de incorporación nominal reciente más que genuinos prefijos de origen proto-penutio. De manera similar algunos de los "prefijos radicales" del wintu resultan ser elementos originalmente independientes, posteriormente incorporados y fosilizados. Por ejemplo el prefijo radical yel- 'lejos, detrás, hacia atrás' del wintu tiene cognados léxicos independientes yal- 'dejar, quitar' o yal-a 'abandonar, dejar atrás', yel-a 'irse, estar lejos' y en alseano yaːlaːs- 'volver, retornar, irse a casa'. Esto sugiere que por tanto, que posiblemente el proto-penutio usaba preferentemente sufijos, siendo los prefijos de las lenguas modernas el resultado de innovaciones y procesos de composición posteriores.